# 富岡茂永
富岡 茂永（とみおか しげなが、1961年〈昭和36年〉2月7日 - 2017年〈平成29年〉12月7日）は、日本の神職。富岡八幡宮宮司（第20代）、日本会議江東支部長、東京都神道青年会長などを務めた。殺人事件を実行後、自殺した。

## 来歴
富岡興永・聰子の長男として東京都に生れる。江東区立数矢小学校卒業。江東区立深川第三中学校卒業。國學院大學久我山高等学校を経て、駒澤大学、皇學館大学卒業。富岡八幡宮の権禰宜、禰宜、権宮司、宮司代務者などを務める。
1994年10月、父の富岡興永が体調を崩し宮司を退任。1995年3月、富岡八幡宮の第20代宮司となる。同年、神道青年全国協議会理事に就任。宮司在任中の1998年に若乃花の横綱昇格の際に刻名式復活を行って土俵入り発表行事である刻名奉告祭を開き参拝者が増えるきっかけとなったと、茂永の小、中学校時代の同級生は述べている。小錦の刻名式は外国出身の力士として初めてという点でも注目された。
1998年7月、日本会議の全国支部第1号である江東支部の初代支部長に就任。同支部長として「東京都平和祈念館」建設阻止運動に積極的に関わった。
1999年4月12日、東京都神道青年会（都神青）の会長に就任。茂永は高級外車で神社本庁に乗りつけ、後輩らを引き連れ銀座の高級店をはしごするなど派手な行動で知られた。都神青の会報誌では「夜の帝王として会員の懇親に君臨」と紹介されていた。同年7月16日に催した都神青の50周年記念大会でも羽振りがよかった。招待客が250人を超す盛況が予想されたことから、会場を急遽、港区北青山の青山ダイヤモンドホールに変更。江東区深川出身の岩崎宏美を招き、岩崎は往年のヒット曲「ロマンス」など3曲を歌った。
都神青会長のほか、神社本庁参与、國學院大學協議員などを務めた。
2001年5月、金遣いの荒さや女癖の悪さなどが問題視され、宮司を解任された。茂永は1億2000万円の退職金を手に入れ、それとともに月額30万円が年金として支給された。茂永は妻と福岡県宗像市に移り住み、自家用船を所有して釣り三昧の生活を送った。
2006年1月、当時富岡八幡宮の禰宜だった姉の富岡長子に「必ず今年中に決着をつけてやる。覚悟しておけ」「積年の恨み。地獄へ送る」などと記したはがきを送付したとして逮捕された。起訴され、罰金刑が確定した。
2010年10月、父の興永が体調を崩し、宮司を再び退任。2012年7月20日、興永が死去。同年、長子が宮司代務者となる。富岡八幡宮の責任役員会は、長子の宮司昇進を求める要望書を計4回、神社本庁に提出。また、氏子総代と神輿総代連合会長らも「長子さんは名実ともに宮司にふさわしい」と嘆願書を送るも、本庁側は認めなかった。
2017年5月29日、富岡八幡宮は責任役員会を開き、神社本庁からの離脱を決議した。6月20日、茂永は境内にある長子の自宅を見渡せる近くの5階建てマンションの最上階の部屋を賃貸借契約した。同月から7月にかけて茂永は神社の氏子に電話し、長子を中傷した。長子は7月10日付の内容証明で、中傷などの迷惑行為を続けるのなら経済的支援を打ち切るとの内容の警告文書を九州にいる茂永に送付した。茂永は迷惑行為を停止し、夏頃、東京に戻った。
同年9月28日付で富岡八幡宮は神社本庁から離脱した。10月、単立神社として再出発し、長子が第21代宮司に就任した。
同年12月7日夕方、長子と、長子の運転手で富岡八幡宮の禰宜は、JR亀戸駅近くで開かれた地元の警察署幹部と会社経営者などが集まる懇親会に出席。20時過ぎに車で富岡八幡宮に戻ると、境内北東の通用門付近で待ち伏せしていた茂永と茂永の妻は長子らを日本刀で襲い、長子は死亡した。茂永の妻は運転手を追いかけ、重傷を負わせた。茂永は長子の自宅前で妻を斬り殺した直後、左胸を刺して自殺した。56歳没。

## 著書
- 富岡茂永「深川富岡八幡宮界隈の魅力について」村山元英監修 『多元主義の経営学 開発と文化の方向』国際経営文化学会編 文眞堂 1998
- 『写真集 日本一黄金大神輿』[27]

## 家族
- 祖父：盛彦[1]。第18代宮司。
- 祖母：好子[1]。
- 父：興永[2]。國學院大學卒業後、電通勤務。第19代宮司。
- 母：聰子（1930年4月20日 - ）[1][2]。元籠神社宮司の海部穀玄の長女[28][29][注 1]。宮津高等女学校卒業[1][29]。富岡八幡宮の責任役員を務め、2018年に同役員を退任[31]。
- 姉：長子（1959年11月4日[1] - 2017年12月7日[4]）。青山学院大学に通学[1]。夜間の大学に通い神職を学んだ[32]。2017年9月28日付で富岡八幡宮を神社本庁から離脱させた後、単立の状態で第21代宮司に就任[4][17]。茂永に殺害された。
- 妹：小林千歳（1968年10月29日 - ）[1][33]。和洋女子大学短期大学部卒業後、電通勤務[1]。2018年より富岡八幡宮の責任役員を務める[31]。
- 先妻（1番目、生年不明、一男一女出産[7]）
  - 長男（1983年 - ）[2]
  - 長女（1986年 - ）[2]
- 継妻（2番目[7][33][注 2]、1963年 - ）[1][2]
  - 二女（1993年 - ）[2]
- 後妻（3番目[7][34]、1968年[35] - 2017年12月7日[7]）。2000年12月24日に茂永と再婚した[36]。